# La sabbia non ricorda
La sabbia non ricorda è un romanzo di Giorgio Scerbanenco pubblicato nel 1963. 
Appartiene al filone giallo che rese celebre lo scrittore come maestro italiano del genere. L'intreccio poliziesco si mescola a uno sfondo sentimentale che deriva dalla narrativa rosa pure praticata da Scerbanenco, anzi i due piani si alternano almeno alla pari nel reggere la vicenda e nel sospingerla verso una soluzione. 
Il romanzo presenta poi un'impronta psicologica evidente non solo nell'analisi della personalità e delle crisi dei protagonisti, ma fin nella dialettica degli interrogatori di polizia e delle strategie investigative, nell'attenzione ai più piccoli dettagli espressivi e in un frequente, mutuo studiarsi dei personaggi.

## Trama
Michela Loré, figlia di un alto funzionario di polizia, è seriamente depressa per una delusione d'amore. Dopo innumerevoli tentativi falliti, il padre decide di condurla per un soggiorno ristoratore presso la villa di un amico di Latisana, il professor Sebastiano Arrighi. Nelle vicinanze viene commesso un delitto. La vittima è Giannuzzo Masetta: un giovane siciliano da poco emigrato in Friuli e residente presso un amico, il calzolaio Giuliano Pappalettera. Il ragazzo viene trovato morto la mattina del 23 giugno, sulla spiaggia di Lignano, presso la foce del fiume Tagliamento. Vicino al cadavere, alle prime luci dell'alba, c'è una turista tedesca, Gertrude Leuter, che in fretta e furia rifà i bagagli e torna nel suo paese. La mattina seguente Michela, uscendo di casa, rincontra casualmente Alberto Missaglia, un suo ex divenuto nel frattempo agente della scientifica. Mentre gli si confida, i due vengono aggrediti da un giovane molto agitato a bordo di una grossa auto. È Roberto Arrighi, figlio di Sebastiano. Ha avuto una relazione con la sorella di Giannuzzo, il quale gli chiedeva di riparare, spillandogli anche del denaro.
Roberto è sconvolto dall'omicidio e sta tentando la fuga, perché la sera stessa aveva picchiato Giannuzzo e teme di essere accusato del delitto. Sta inoltre per compromettersi con Irene Prasin, l'astuta figlia di un pregiudicato. La donna sfrutta la sua paura con il preciso intento di indurlo a fuggire e farsi successivamente sposare. Una notte Michela fa la conoscenza di Roberto e, notandone l'estrema fragilità, lo convince a restare a casa per non destar sospetti. Poco dopo a Lignano arriva Maruzza Masetta, completamente ignara della morte del fratello. Appresa la tragica notizia, la ragazza corre dai carabinieri a denunciare Salvatore Stavardone, un piccolo malvivente al quale Giannuzzo doveva del denaro. Giuliano, che ella ha accusato di viltà per aver lasciato uccidere l'amico senza reagire, decide invece di farsi giustizia da solo. Intanto Alberto, dopo una breve parentesi in Jugoslavia, è tornato a Latisana per stare vicino a Michela. Ma lei nel frattempo si è innamorata di nuovo.

## Edizioni
- La sabbia non ricorda, Milano, Rizzoli, 1963, 1974,  pp. 296, cap. 30. - Milano, Club Italiano dei Lettori, novembre 1975; Collana BUR, Milano, Rizzoli, settembre 1976; Collana Tascabili romanzi, Milano, Sonzogno, 1994, ISBN 978-88-454-0678-2; Collana Gli elefanti. Narrativa, Milano, Garzanti, 2000, ISBN 978-88-116-6939-5; La Biblioteca del Messaggero Veneto n.14, Udine, 2003; Collana Il Giallo Italiano n.8, Milano, Corriere della Sera, 2013; Collana Elefanti Bestseller, Garzanti, 2018, ISBN 978-88-111-4947-7.
- La sabbia non ricorda, Prefazione di Cecilia Scerbanenco, Collana Oceani, Milano, La nave di Teseo, 2024, ISBN 978-88-346-1786-1.